# Klonorchoza
Klonorchoza – choroba pasożytnicza człowieka oraz innych ssaków mięsożernych (np. kota, psa, świni), wywoływana przez przywrę chińską (Clonorchis sinensis). Na świecie obecnie 10 lub nawet 20 milionów ludzi jest zakażonych tym pasożytem. Lekiem z wyboru w leczeniu klonorchozy jest prazykwantel (25 mg/kg masy ciała, co 8 godzin, przez 1 dzień).
Przywra chińska jest endemitem Azji Południowo-Wschodniej, naturalnie występuje na Dalekim Wschodzie (Chiny, Tajwan, Korea, Japonia, Wietnam), ale odnotowuje się przypadki jej występowania na całym świecie, w efekcie zawleczenia (najczęściej z importowanymi rybami).

## Patogeneza
Łagodna postać zakażenia (gdy w zakażeniu uczestniczy niewielka liczba pasożytów) często jest bezobjawowa.
W postaci ostrej (gdy w zakażeniu uczestniczą setki lub tysiące osobników) dochodzi do przerostu nabłonka dróg żółciowych oraz do ich rozszerzenia i metaplazji (powikłaniem szczególnie intensywnego zakażenia może być nawet rak dróg żółciowych). Pojawiają wówczas również różnego rodzaju przerosty (brodawczaki, gruczolaki, a nawet nowotwory) oraz bolesne stany zapalne pęcherzyka żółciowego oraz wątroby (mogące prowadzić do jej powiększenia, zwłóknienia, marskości lub nawet żółtaczki).